# クトナー・ホラの聖バルボラ教会のある歴史地区とセドレツの聖母マリア大聖堂
クトナー・ホラの聖バルボラ教会のある歴史地区とセドレツの聖母マリア大聖堂（クトナー・ホラのせいバルボラきょうかいのあるれきしちくとセドレツのせいぼマリアだいせいどう）はチェコ、中央ボヘミア州のクトナー・ホラおよびセドレツにあるユネスコ世界遺産。1995年に登録された。

## 概要
13世紀に銀鉱が発見されたクトナー・ホラは、中世においてプラハに次ぐボヘミア王国第2の都市として栄えた。鉱山労働者の守護聖人である聖バルボラを記念した聖バルボラ教会は、ドイツ出身の建築家ペトル・パルレーシュの設計による後期ゴシック様式の大聖堂である。イタリア宮（イタリアン・コート）と呼ばれている旧王宮、ヴラシュスキー宮にはかつて王国造幣局がおかれ、クトナー・ホラ産出の銀を銀貨（プラハ・グロシュ）に鋳造していた。これらクトナー・ホラの歴史的建造物が集まる歴史地区から北東 1.5 km の郊外には、シトー会の修道院に併設されたセドレツの聖母マリア大聖堂がある。

### おもな登録建築物

#### クトナー・ホラ
- 聖バルボラ教会
- イタリア宮（ヴラシュスキー宮）
- 聖ヤクプ教会
- 聖ヤン・ネポムツキー教会
- 聖ウルスラ女子修道院教会
- ペスト柱
- ナームニェーチの聖母マリア教会
- 石の家
- 石の泉

#### セドレツ
- 聖母マリア大聖堂

## 登録経緯
1994年に ICOMOS の審査を受けたのち、翌1995年に文化遺産として登録。2004年の訪問者数は推定200,000人。

## 登録基準
この世界遺産は世界遺産登録基準のうち、以下の条件を満たし、登録された（以下の基準は世界遺産センター公表の登録基準からの翻訳、引用である）。
- (2) ある期間を通じてまたはある文化圏において、建築、技術、記念碑的芸術、都市計画、景観デザインの発展に関し、人類の価値の重要な交流を示すもの。
- (4) 人類の歴史上重要な時代を例証する建築様式、建築物群、技術の集積または景観の優れた例。

## ギャラリー

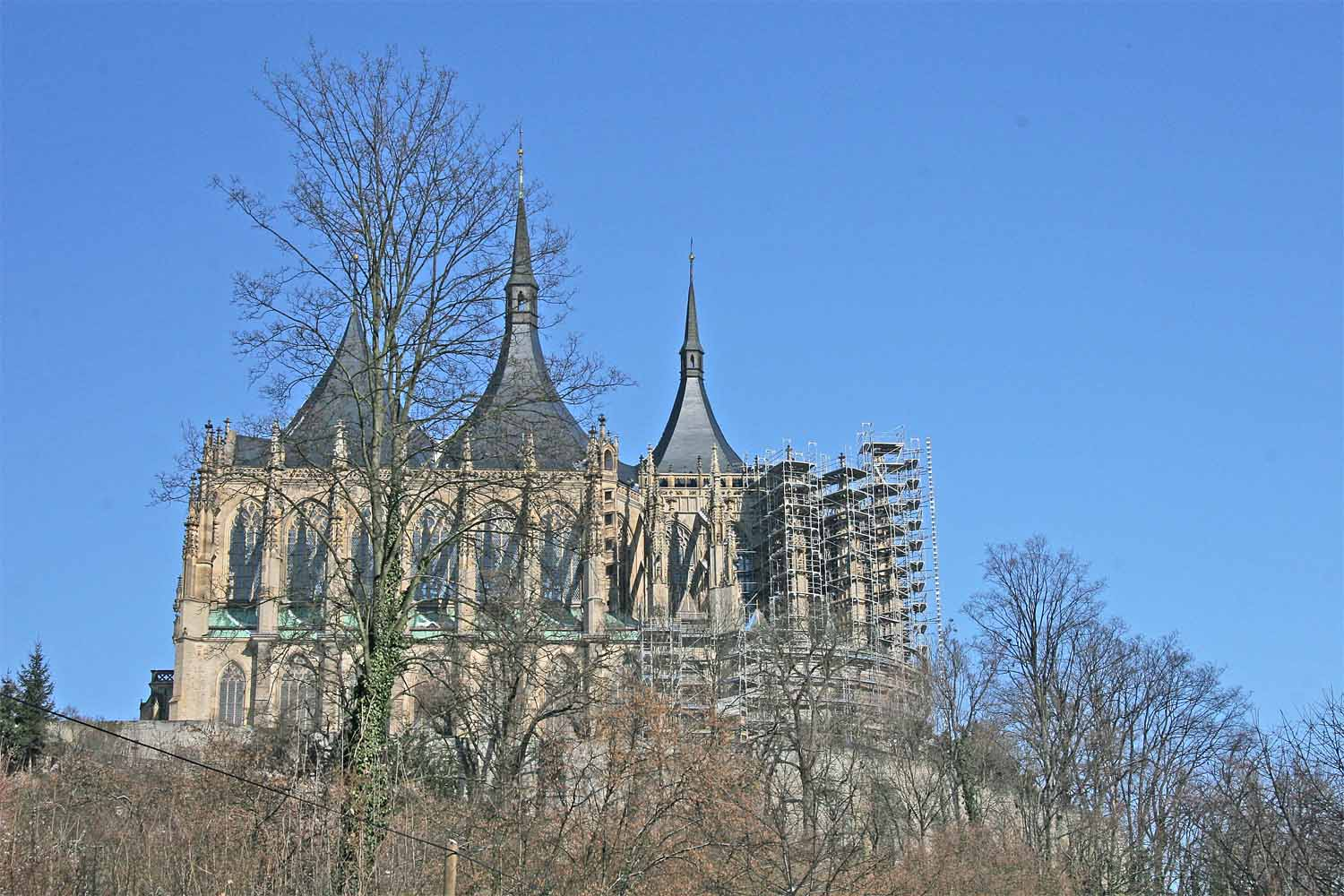
聖バルボラ教会（側面）
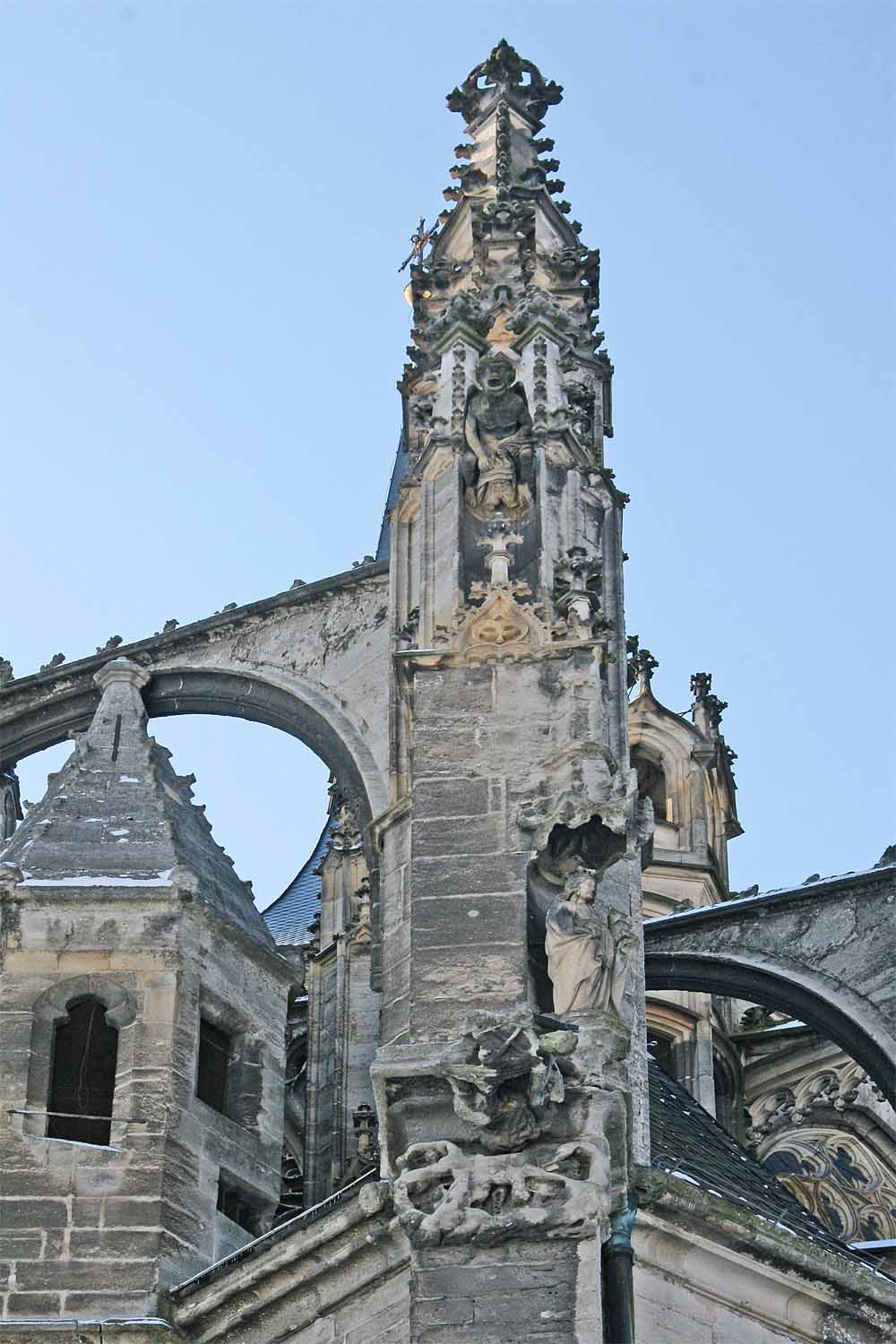
聖バルボラ教会（詳細）
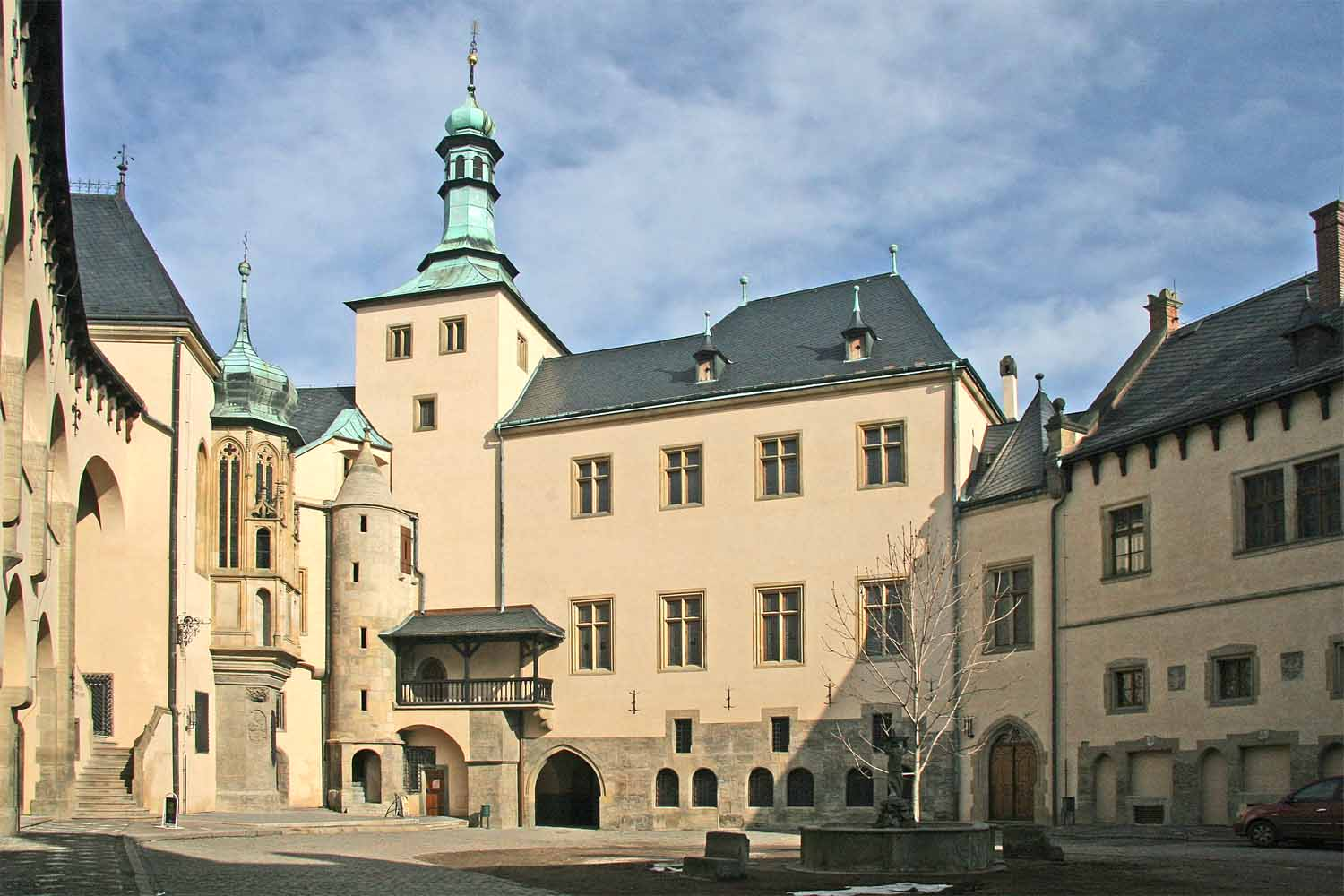
イタリア宮
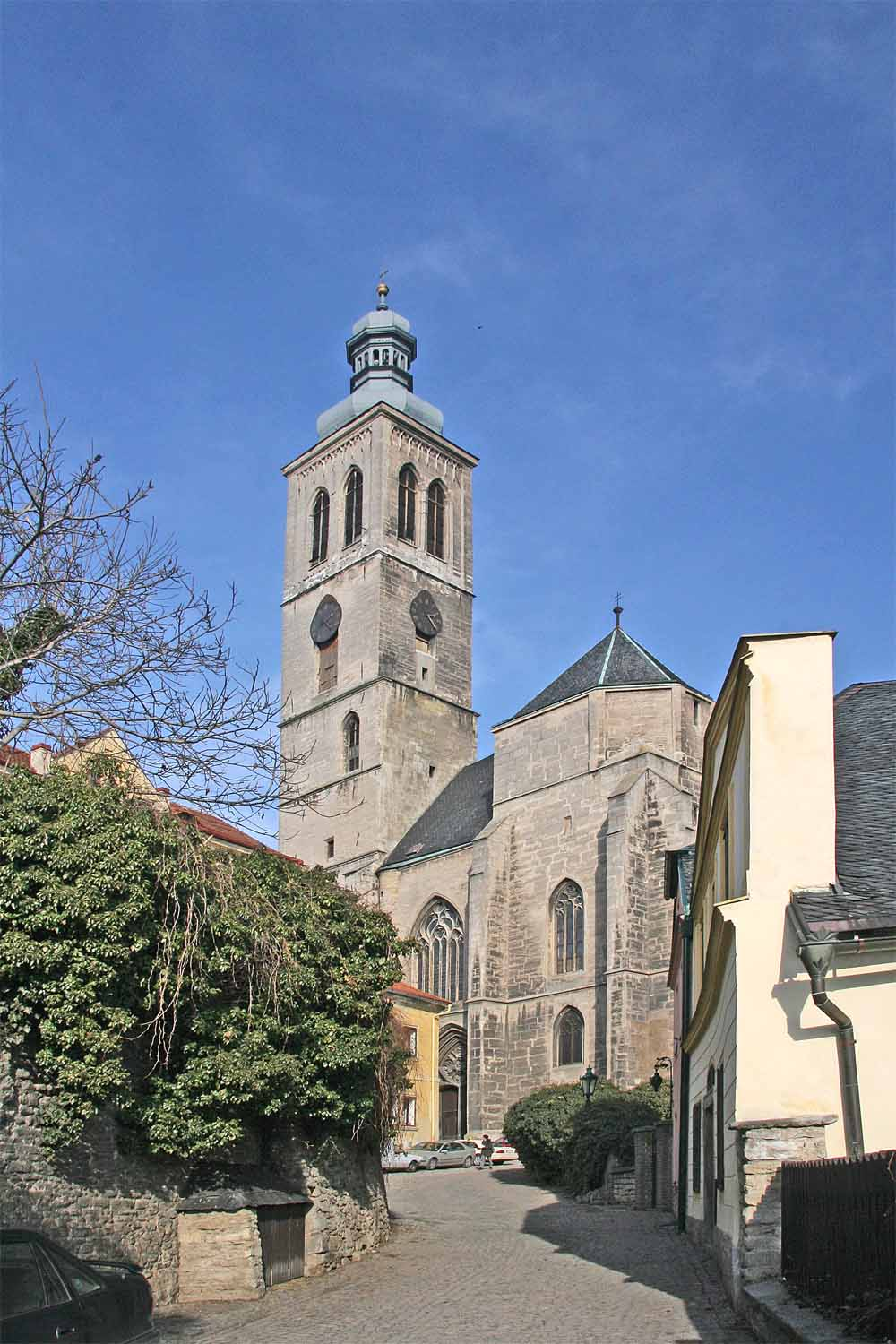
聖ヤクプ教会
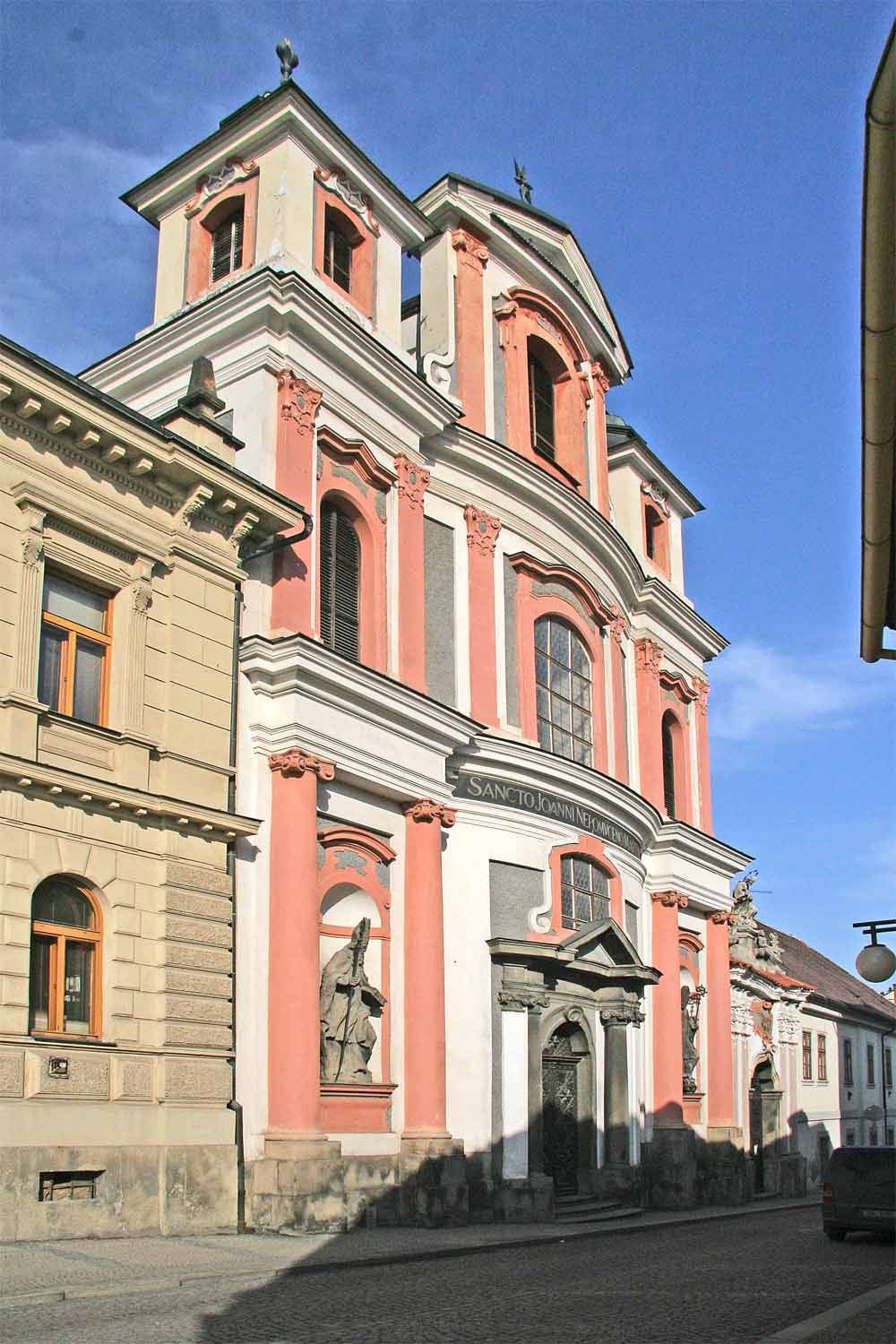
聖ヤン・ネポムツキー教会
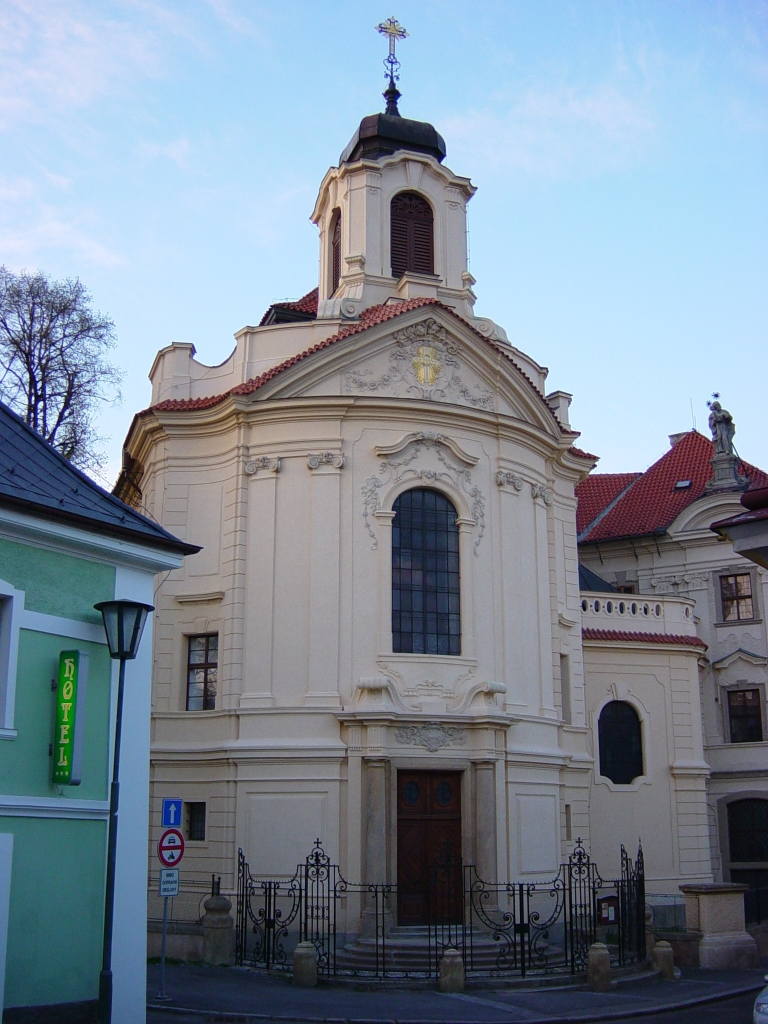
聖ウルスラ女子修道院教会
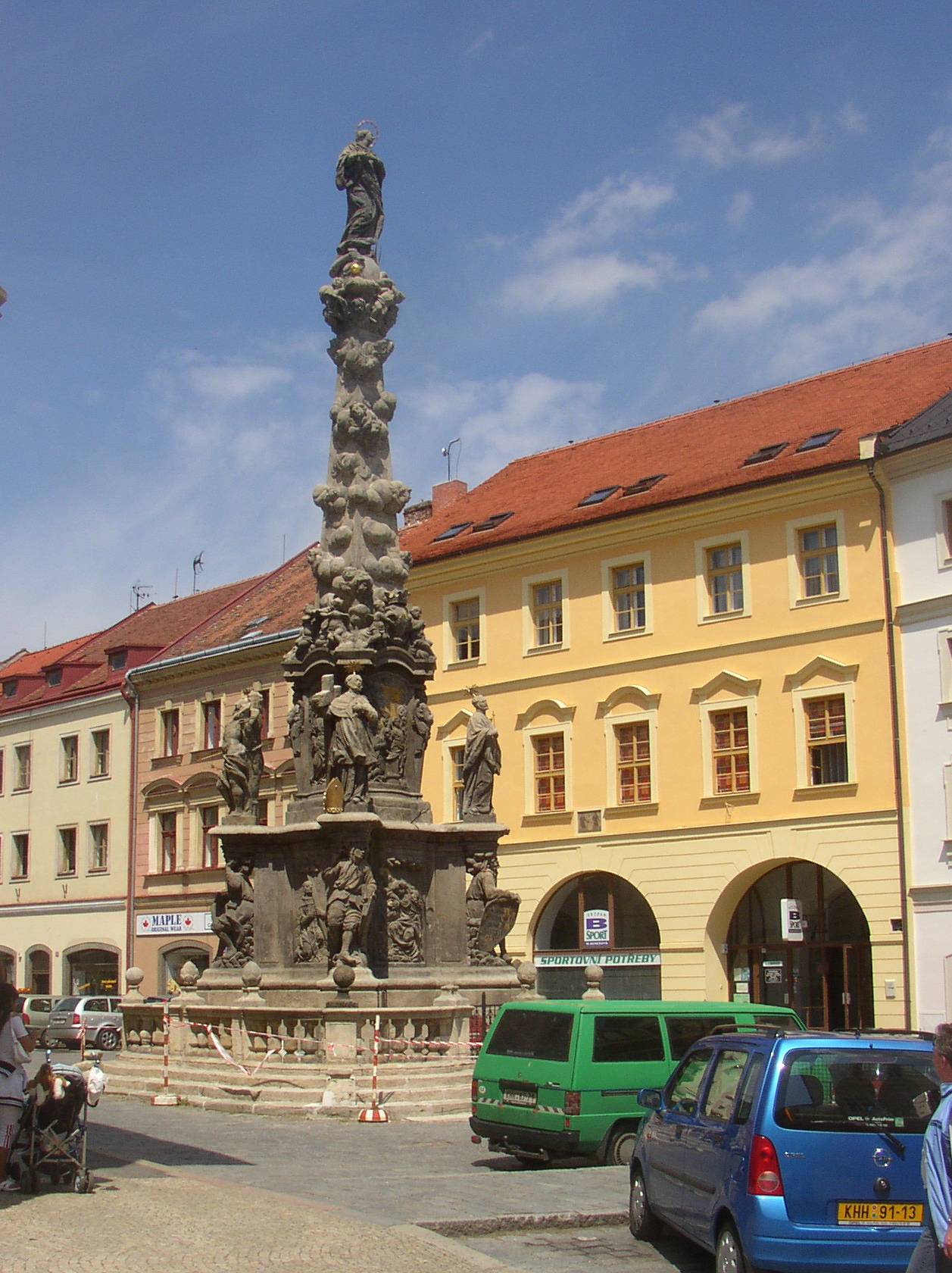
ペスト柱
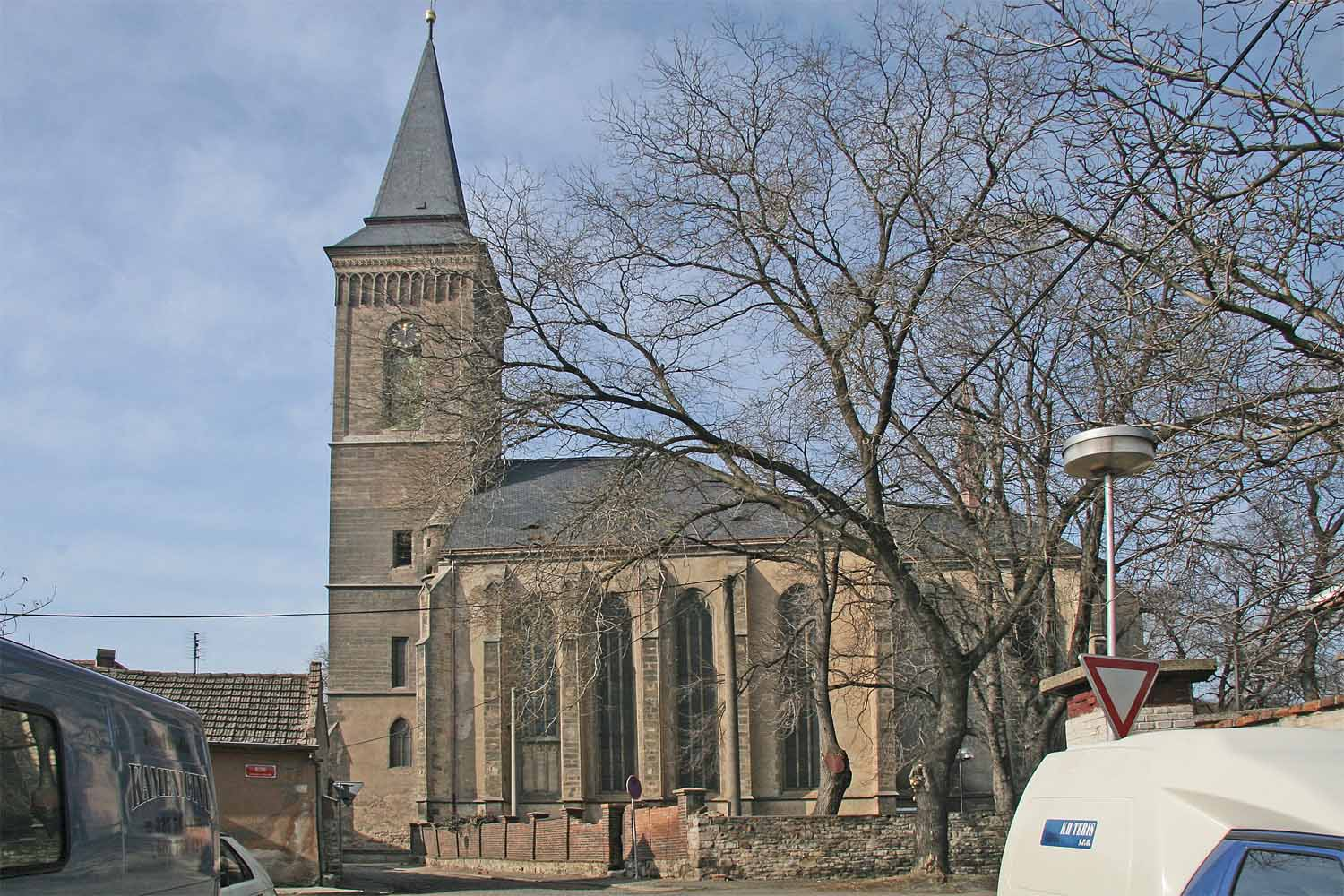
ナームニェーチの聖母マリア教会
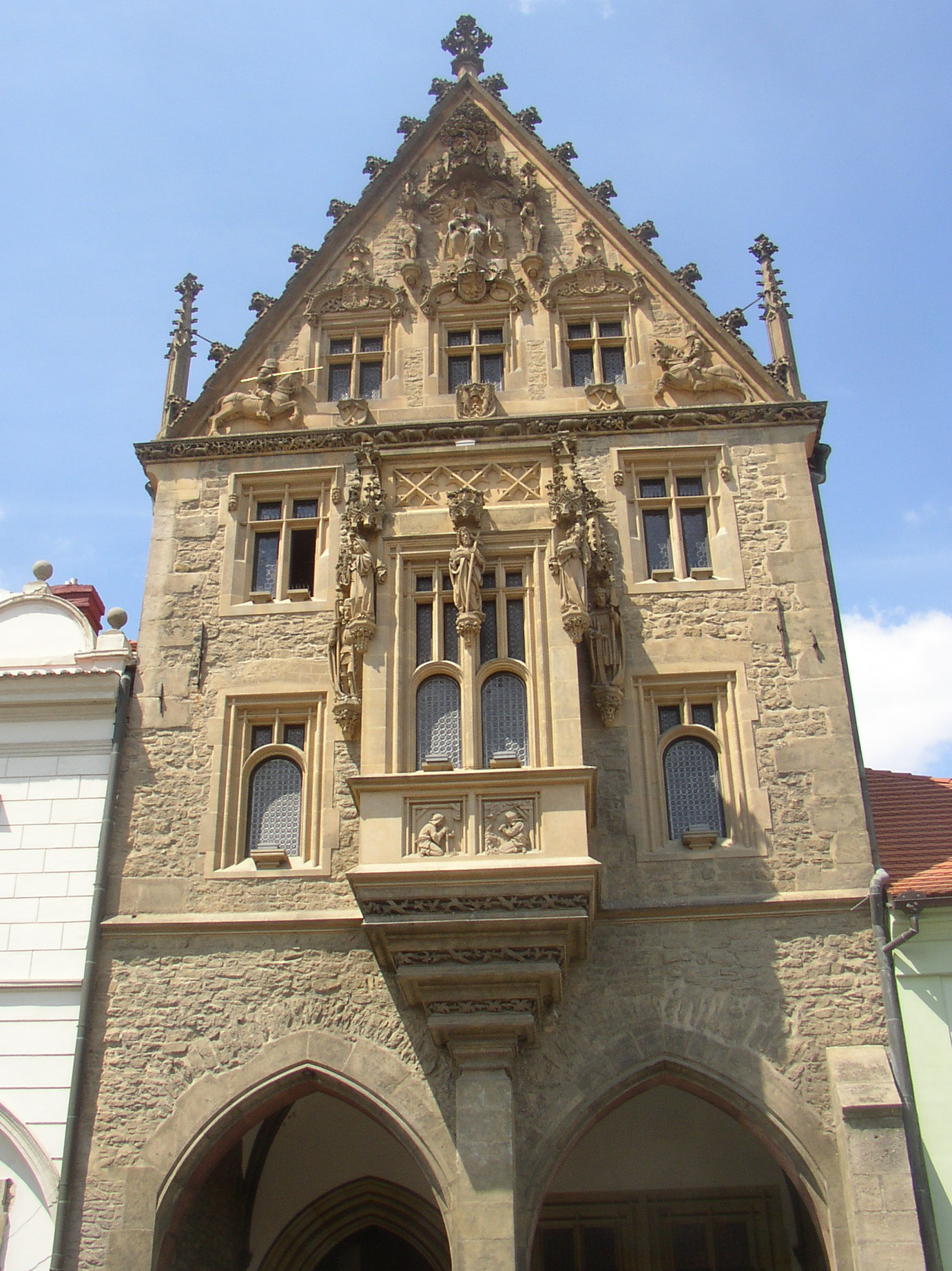
石の家
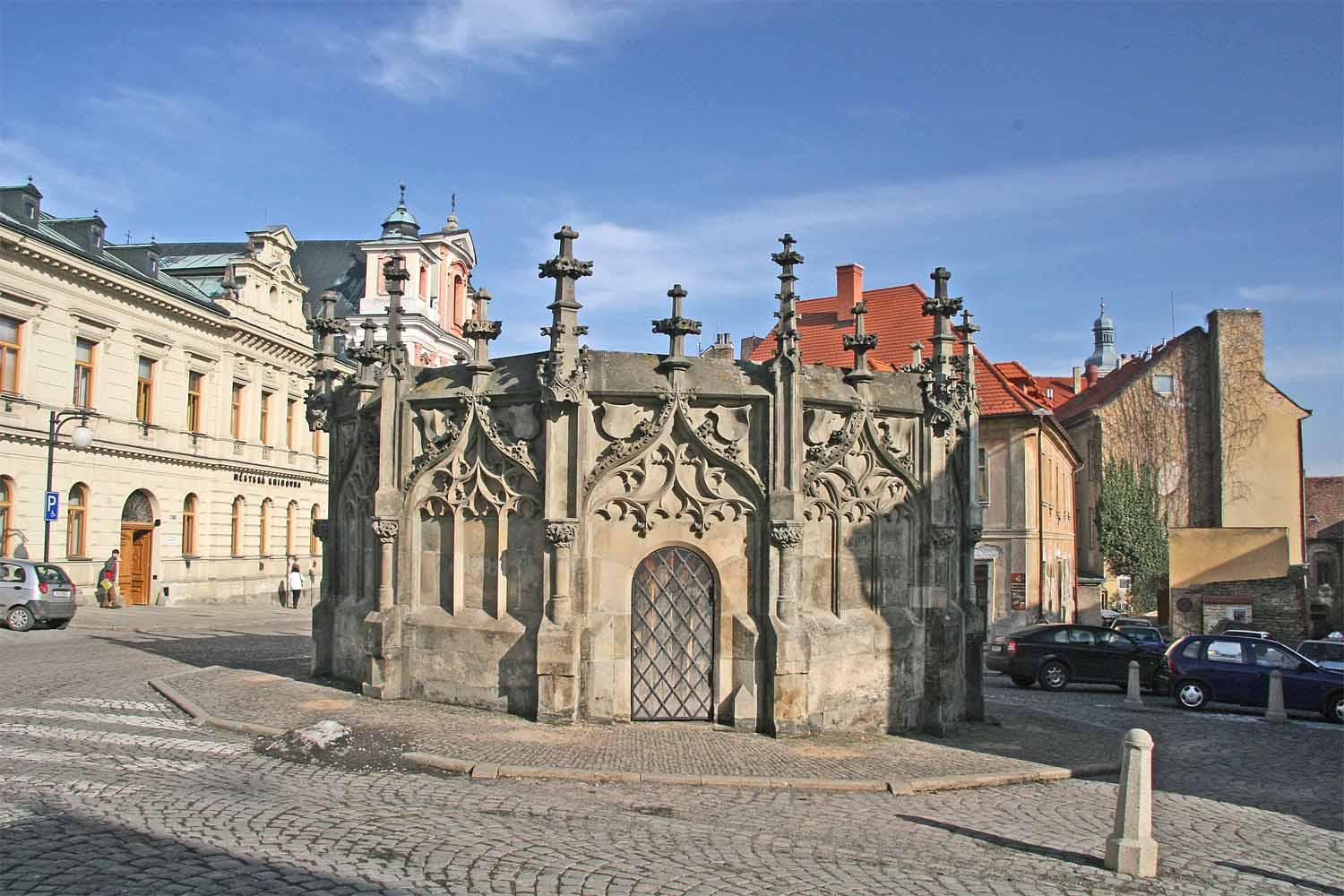
石の泉
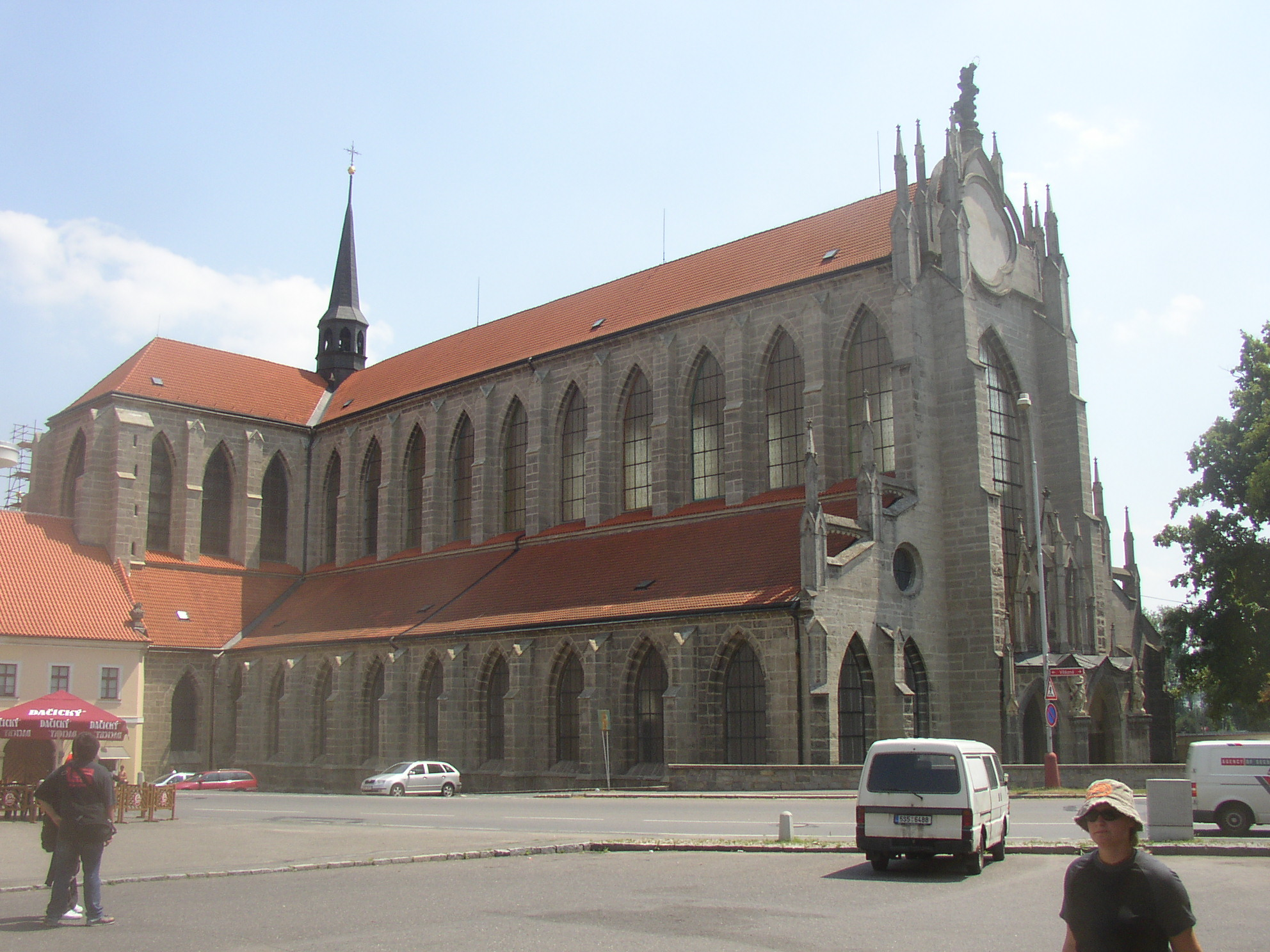
セドレツの聖マリア大聖堂

## 註
1. ↑  日本ユネスコ協会連盟による登録名称訳は「クトナー・ホラ：聖バルバラ教会とセドレツの聖母マリア大聖堂のある歴史都市」である。
2. ↑  UNESCO World Heritage Centre (2006年). “Periodic Reporting”. 2007年6月21日閲覧。